# Jackson Pereira

Legenda1
Legenda2

João Jackson de Albuquerque Pereira (Fortaleza, 24 de junho de 1947 – Fortaleza, 26 de julho de 1995) foi um jornalista, radialista, empresário, bancário, banqueiro e político brasileiro que exerceu dois mandatos de deputado federal pelo Ceará.

## Biografia
Filho de Luíz Crescêncio Pereira e Elice de Albuquerque Pereira. Deixou o curso de Administração de Empresas da Universidade Federal do Ceará em 1966 e trabalhou como jornalista no Diário do Nordeste e na Rádio Assunção em Fortaleza e graças a isso foi eleito para a Associação Cearense de Imprensa. Ingressou no setor bancário em 1979 foi diretor de expansão do Banco Comercial Bancesa entre 1985 e 1990. Membro do Lions Clube de Fortaleza, vice-presidente da Associação Brasileira de Bancos Comerciais, apoiou a candidatura de Fernando Collor na eleição presidencial de 1989 e integrou o PRN até que o então governador Tasso Jereissati o convidou a ingressar no PSDB onde foi eleito deputado federal pelo Ceará em 1990 e 1994 votando pela abertura do processo de impeachment do presidente Fernando Collor em 1992 após integrar a sub-comissão de bancos na CPMI do PC. Foi autor do projeto que instituiu a Corregedoria Geral da União, hoje Controladoria Geral da União (CGU). Na legislatura seguinte, seu irmão, Crescêncio Pereira Jr., assumiu mandato de deputado federal. 
Aos 48 anos, no auge da sua carreira política, faleceu vítima de aneurisma na aorta do coração.